# Meringis hubbardi
Meringis hubbardi är en loppart som beskrevs av Glen M. Kohls 1938. Meringis hubbardi ingår i släktet Meringis och familjen mullvadsloppor. Inga underarter finns listade i Catalogue of Life.